# Museum für Musikinstrumente in Posen

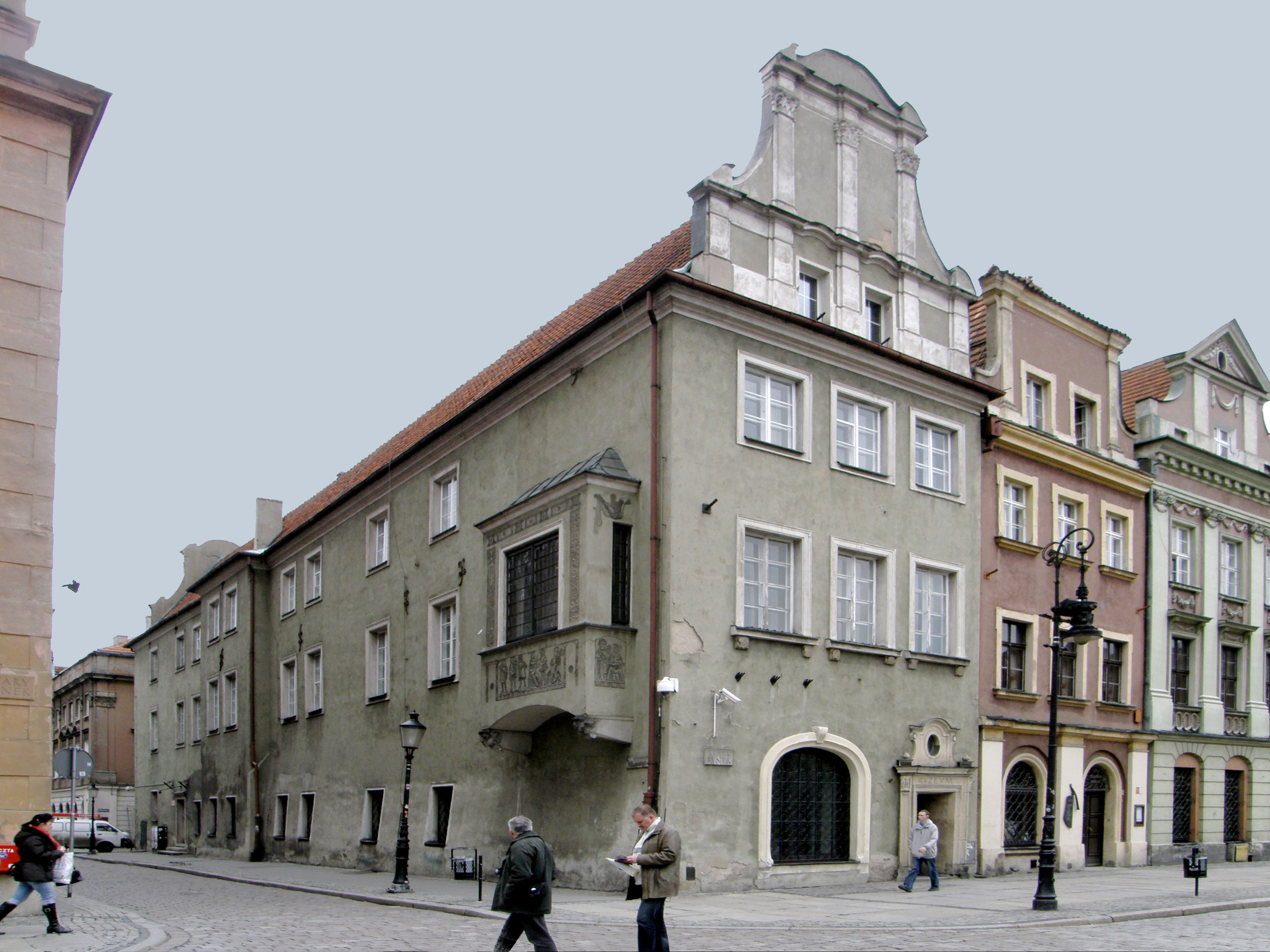
Musikinstrumentenmuseum

Das Museum für Musikinstrumente in Posen (poln. Muzeum Instrumentów Muzycznych w Poznaniu) ist eine Zweigstelle des Posener Nationalmuseums. Es befindet sich am Alten Markt (Stary Rynek 45) in drei Bürgerhäusern aus dem 16. bis 19. Jahrhundert. Der Erker des Eckhauses links entstand um 1570.
Das Museum wurde 1945 von Zdzisław Szulc gegründet, der seine private Sammlung dem Museum gespendet hat.
Die Sammlungen wurden erst 1949 öffentlich ausgestellt.
Das Museum besteht aus vier Abteilungen:
- Europäische Konzertinstrumente
- Europäische Volksinstrumente
- Außereuropäische Instrumente
- Musikalien

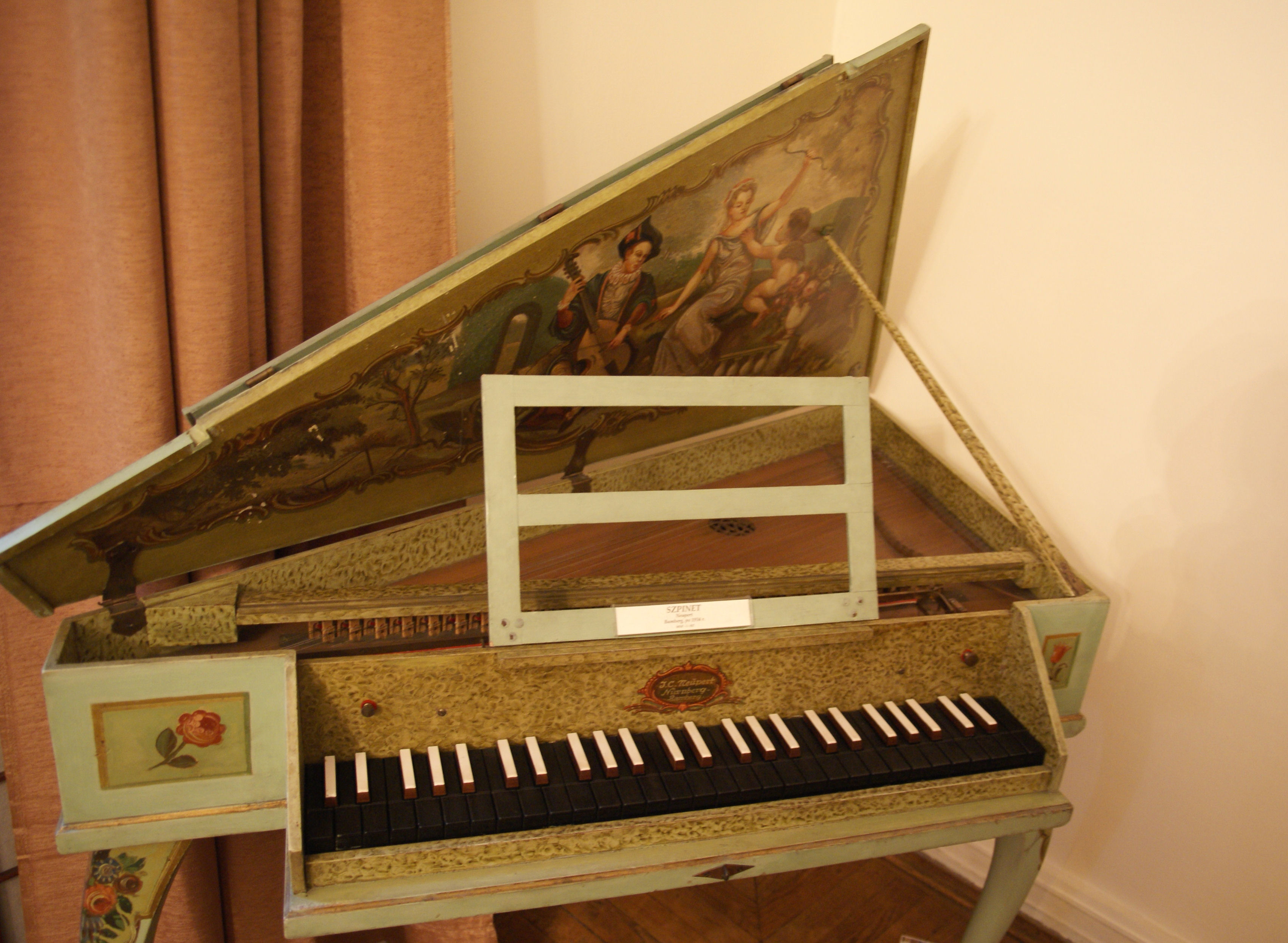
Spinett aus der Sammlung

Die Sammlungen werden in 19 Ausstellungsräumen gezeigt. Das Museum besitzt eine Sammlung historischer Instrumente, darunter Violinen aus den Werkstätten der polnischen Geigenbauerfamilien Groblicz und Dankwart, Orgelpositive aus dem 16. und 17. Jahrhundert, Harfen aus dem 18. und 19. Jahrhundert, Tasteninstrumente aus dem 18. bis 20. Jahrhundert, Posaunen aus dem 18. Jahrhundert und zahlreiche Spieldosen und Musikautomaten.
Die Sammlung europäischer Volksinstrumente besitzt Instrumente aus allen europäischen Ländern und allen Gegenden Polens, auch archäologische Funde.
An außereuropäischen Volksinstrumenten besitzt das Museum u. a. Instrumente aus dem Fernen Osten und Instrumente der nordamerikanischen Indianer sowie sehr seltene mexikanische Ayacachtli-Instrumente, Instrumente der Aborigines Australiens, Trommeln aus Afrika und arabische Pfeifen.
In der Musikaliensammlung sind Chopin-Andenken aus seinem Aufenthalt in Großpolen zu erwähnen.
Seit 1957 nimmt das Museum an der Organisation der internationalen Geigenbauer-Wettbewerbe teil.
Koordinaten: 52° 24′ 29,1″ N, 16° 56′ 4,5″ O